# Stephanoscyphus corniformis
Stephanoscyphus corniformis is een schijfkwal uit de familie Atorellidae. De kwal komt uit het geslacht Stephanoscyphus. Stephanoscyphus corniformis werd in 1936 voor het eerst wetenschappelijk beschreven door Komai. 